# Аджина
Аджина́ или Аджинна́ (узб. Ajina / Ажина; туркм. Ajina; тадж. Аҷинна / اجنه) — демонический персонаж в тюркской мифологии народов Средней Азии, особенно у узбеков и туркменов, частично у таджиков. В культуре этих народов распространено пугать непослушных детей аджиной — «Идёт аджина!», «Если не будешь слушаться, отдам аджине!», «Кушай, а то аджина одолеет тебя!», «Отдам тебя аджине!». Считается плодом анимистических верований о злых духах и силах. Образ возник предположительно в период родоплеменного деления общества. Некоторыми считается персонажами, связанными с джиннами.
Внешность аджины разнится от места к месту. У одних она выглядит как страшное человекоподобное существо, у других как страшная дева, страшный младенец, длинноволосая старушка, козлёнок с рогами и красными глазами или страшный козёл. По некоторым данным, название персонажа происходит от персидского слова джани́н, которое переводится как эмбрион — аджина в виде эмбриона или младенца, под другим данным, название произошло от слова арабского слова джинн.
По народному поверью, аджины обитают в заброшенных и малолюдных местах, в разрушенных и покинутых жилых домах, в густых и тёмных лесах, в необитаемых лугах и степях, в подвалах и чердаках жилых домов. Обычно появляются в комнатах жилых домов ночью, пугая людей. По поверью, аджины питаются младенцами, телятами, ягнятами или другими мелкими живыми существами.